# Ansys

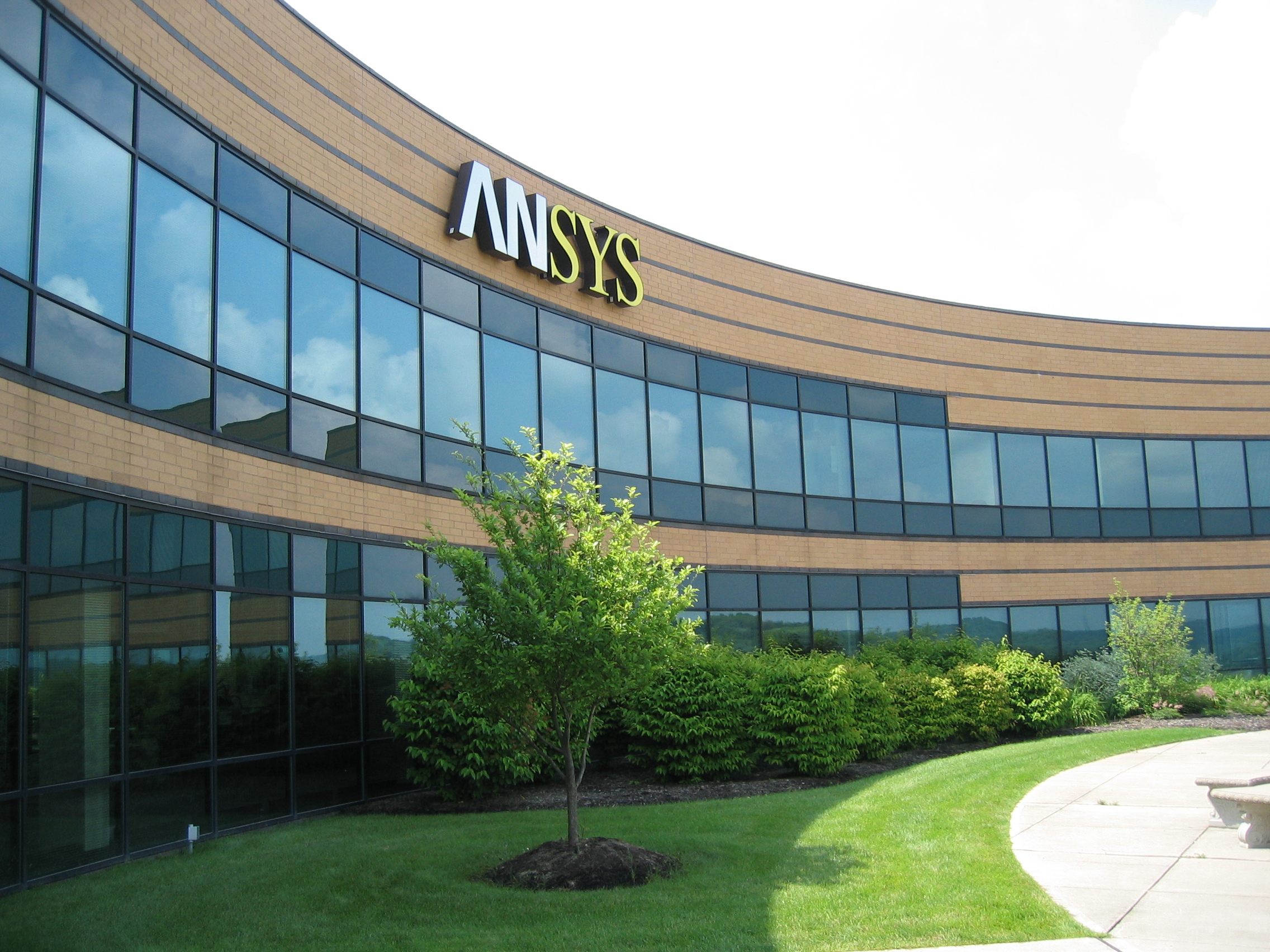
Tòa nhà trụ sở công ty ANSYS ở Cecil Township, Pennsylvania

ANSYS, Inc. là một công ty chuyên thiết kế các phần mềm mô phỏng kỹ thuật (Tiếng Anh: computer-aided engineering, viết tắt: CAE) có trụ sở ở phía nam bang Pennsylvania, Hoa Kỳ. ANSYS bắt đầu phát hành cổ phiếu trên sàn NASDAQ vào năm 1996.

## Sản phẩm
Mảng công nghệ mô phỏng: cơ học kết cấu, thủy động lực học, cơ học chất lưu, nhiệt động lực học, điện tử... Mảng công nghệ chuẩn hóa: nền tảng ANSYS Workbench, tối ưu hóa hệ thống tính toán, nhận dạng hình dáng bề mặt, mô phỏng tiến trình vận hành...

## Lịch sử
Công ty bắt đầu vận hành vào năm 1970 bởi tiến sĩ John A. Swanson với tên gọi ban đầu là Swanson Analysis Systems, Inc (SASI). Mục đích chính của công ty là áp dụng phương pháp phần tử hữu hạn (FEM) xây dựng nên một phần mềm để giải các bài toán tĩnh học, động học, nhiệt động và truyền nhiệt. Công ty phát triển rất nhanh với mức tăng trưởng từ 10~20% năm. Đến năm 1994, công ty được bán lại cho TA Associates. Công ty chủ quản mới đã đổi tên mới cho SASI thành ANSYS Inc và đăng ký thương hiệu cho sản phẩm chủ lực của họ là ANSYS®.

## Quá trình mở rộng
Kể từ năm 2000 trở đi, ANSYS liên tục tăng cường sức mạnh bằng việc thâu tóm hàng loạt công ty cạnh tranh như CADOE, CFX (2003), Century Dynamics, Harvard Thermal, Fluent Inc. (2006), Ansoft Corporation (2008), Apache Design Solutions (2011), Esterel Technologies (2012), EVEN (2013), Reaction Design (2013) and Spaceclaim Corporation (2014).

## Những thành tựu
Năm 1987, ANSYS đi tiên phong trong việc áp dụng màu sắc để hiện thị trạng thái ứng suất của mô hình.
Năm 2000, ANSYS lọt vào top 200 công ty vừa và nhỏ hàng đầu thế giới của tạp chi Forbes.
Năm 2004, ANSYS lập kỷ lục thế giới về khả năng giải được bài toán với hơn 100 triệu bậc tự do.
Năm 2008, ANSYS trình diễn khả năng mô phỏng hệ thống mạch có hơn 1 tỷ tế bào quang điện.